# La Chapelle-Saint-Sauveur, Loire-Atlantique

La Chapelle-Saint-Sauveur este o comună în departamentul Loire-Atlantique, Franța. În 2009 avea o populație de 770 de locuitori.